# Markrabství Lašské
Markrabství Lašské je projekt, který se snaží aktivně zapojit turisty do poznávání regionu Lašska, místních tradic a kultury. Hlavním sídelním místem Markrabství lašského je Čeladná, kde bylo roku 2002 založeno. V čele markrabství byl markrabě MUDr. Radim Uzel, rodák z nedaleké Ostravy.

## Historie
Projektu markrabství předcházelo kulturně-vlastivědné a osvětové sdružení Lašské království, které založil zpěvák a herec Zdeněk Vilém Krulikovský. Klíčovým dnem se stalo 15. září 1987, kdy byla založena skupinu nazvanou Radegast a zároveň bylo vyhlášeno Lašské království. Krulikovský byl o rok později slavnostně korunován jako král Zdeňa Viluš I. Dalším význam mezníkem byl rok 2002, kdy vzniká Markrabství lašské. „Vzniklo bez mého přičinění, protože o mně nevěděli. Později jsem byl osloven k bližší spolupráci,“ řekl král, kterému se dostalo velkého vyznamenání 20. srpna 2005. „V Čeladné tehdy byl Den nezávislosti a Radim Uzel, který stál v čele Markrabství lašského, mě před všemi představil jako Lašského krále. Já jsem jej zase uznal jako markraběte,“ vzpomínal Krulikovský.

## Činnost
Cílem tohoto projektu je komplexní propagace regionu Lašska. Chce, aby se tento kraj tak dostal do povědomí lidí. Může nabídnout členité pohoří Beskyd s nejvyšším vrcholem Lysou horou, torzo hradu Hukvaldy, divadla, muzea (Hornické, Muzeum Lašská jizba, frýdecký zámek), Zoo, sportovní stadiony, také průmyslové podniky a závodní komplexy či slavné rodáky. Důležitým prvkem, který prolíná celá projekt je především skutečnost, že Lašsko patří k ekonomicky velmi postiženým regionům a především oblast Beskyd se nemůže orientovat jiným směrem, než směrem rozvoje turismu.
Významné Lachy sdružuje Lašská "Dubová Lóže". Markrabství má vlastní cestovní pasy, mapy i měnu "Lašský beranec". Ten existuje hned ve třech provedeních: beranec zlatý, stříbrný a bronzový. Speciálně pro Markrabství lašské bylo podle prastaré keltské receptury vyrobeno lašské víno ze třinácti pupenů různých stromů a Lašský bylinný likér na puškvorcovém základě. Pravidelně je pořádán Reprezentační Markrabsko-lašský bál, Mistrovství Lašska a tím i světa ve vrhu lašskou dubovicí a Lašský kulturní festival spojený s volbou folklórní misky a misečky. Hodnotícími kritérii soutěže jsou lidový tanec, zpěv a prezentace v regionálním kroji.